# Séranne
La montagne de la Séranne est un petit massif calcaire karstifié, situé dans le département de l’Hérault, en région Occitanie, à l’extrême sud du Massif central ; il forme un bourrelet marquant la limite sud du causse du Larzac. Son altitude varie de 700 à 900 mètres et sa longueur est d'environ 25 kilomètres. Cette barrière atteint son point culminant au roc Blanc, à 942 mètres d'altitude.

## Géographie

### Situation
La Séranne est entourée par les régions naturelles suivantes :
- au nord, par le causse du Larzac et le causse de Blandas ;
- au sud, par la vallée de l’Hérault et la plaine du Languedoc ;
- à l’est, par le massif des Cévennes ;
- à l’ouest, par la vallée de la Lergue et le massif de l’Escandorgue.

### Topographie

#### Principaux sommets
Du mont Saint-Baudille dominant la plaine de l'Hérault au roc Blanc, les principaux sommets du massif de la Séranne sont du sud-ouest vers le nord-est :
- le mont Saint-Baudille (848 mètres), qui marque l'extrémité sud-ouest de la Séranne ; son sommet est surmonté d'un pylône de radiodiffusion ;
- le pioch Farrio (795 mètres) ;
- le pioch de Roquebrune (815 mètres) ;
- le pioch de Fraïsse (763 mètres) ;
- le roc des Agrunellasses (781 mètres) ;
- le pioch de la Boffia (808 mètres) ;
- le pioch de Larret (721 mètres) ;
- le serre des Pins (716 mètres) ;
- Peyre Martine (782 mètres) ;
- le roc Blanc (942 mètres à la borne).

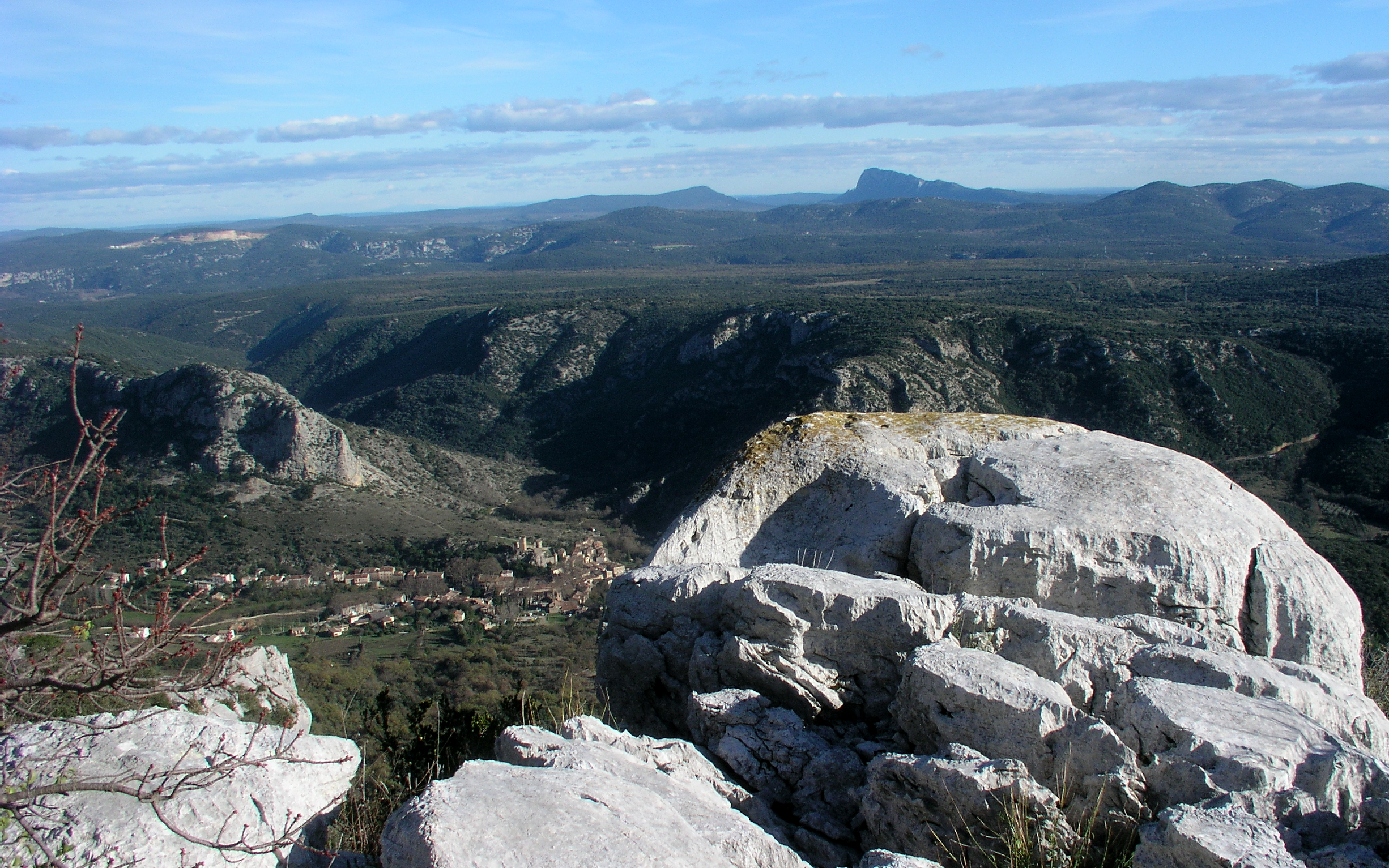
Saint-Jean-de-Buèges vu depuis Peyre Martine.
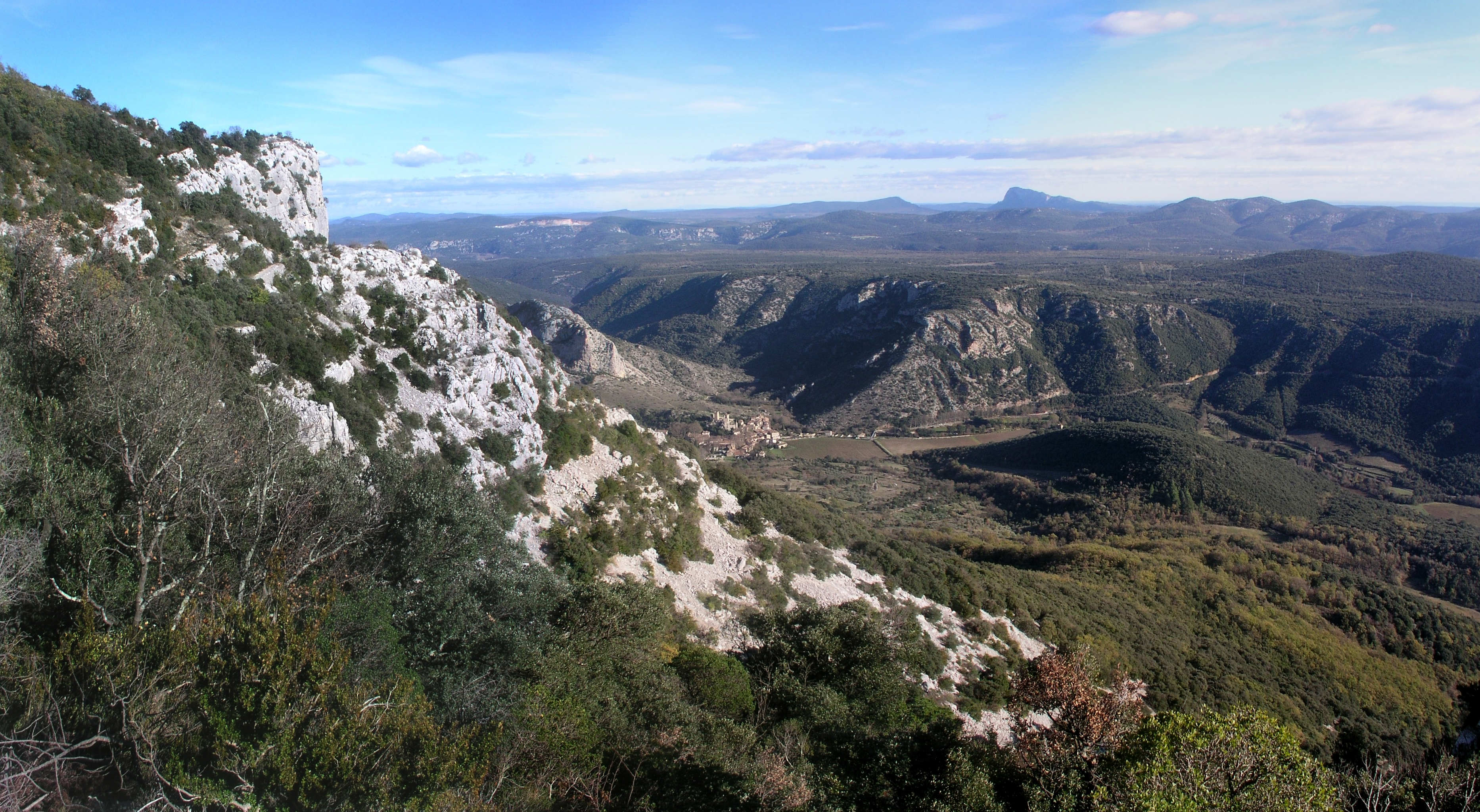
Vallée de la Buèges vue depuis Peyre Martine.
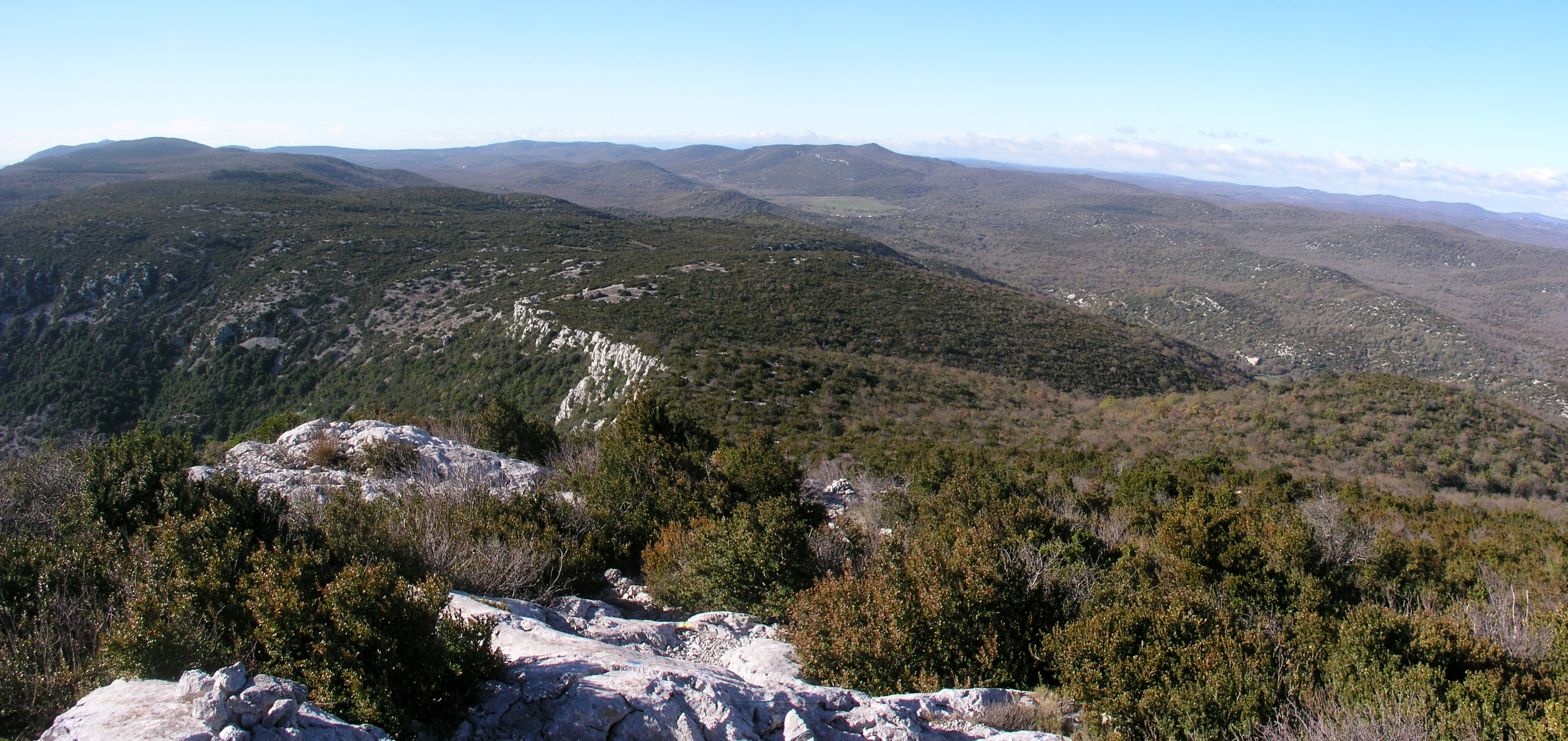
Le causse du Larzac vu depuis le sommet de Peyre Martine.
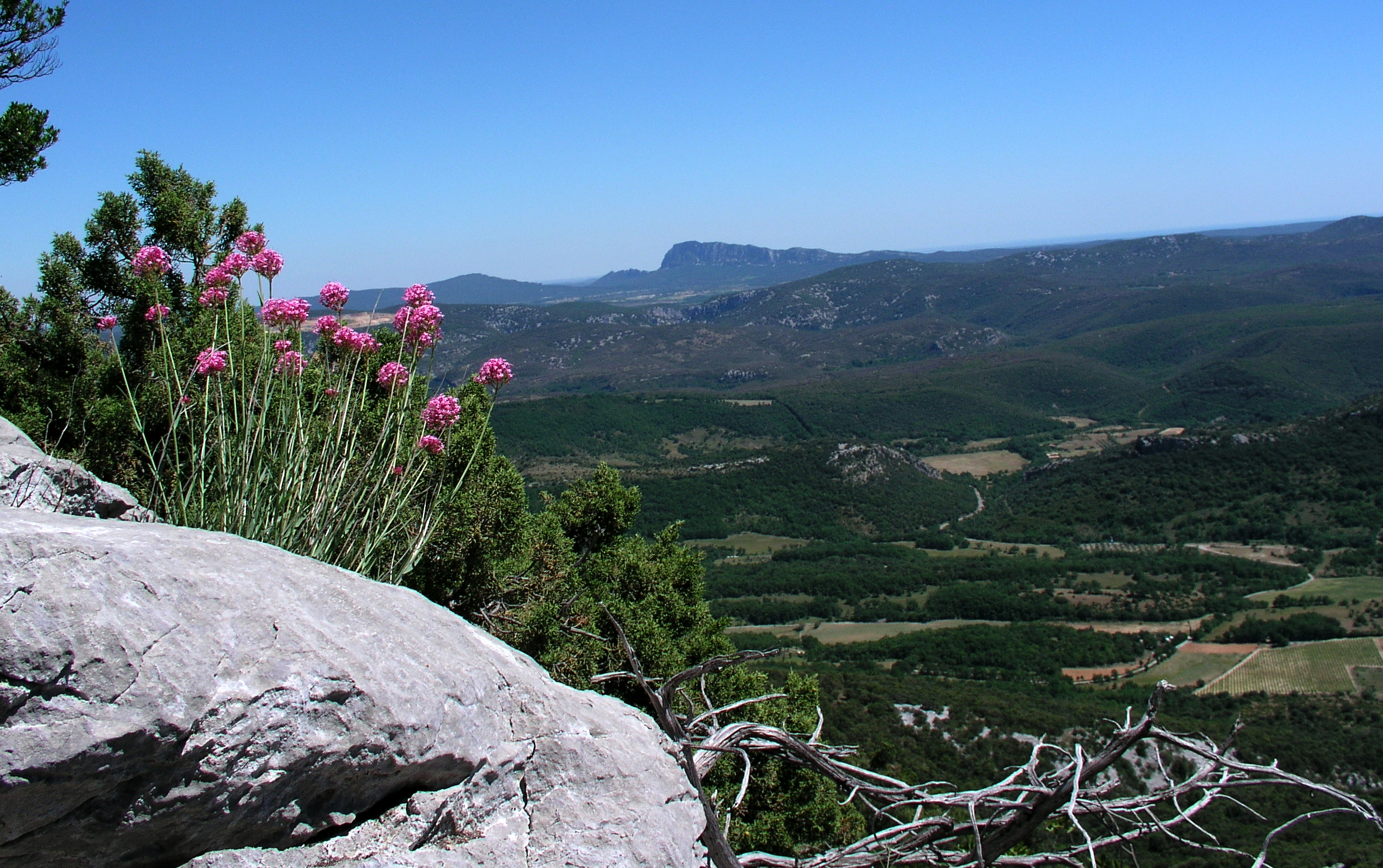
Vallée de la Buèges vue depuis le roc Blanc.
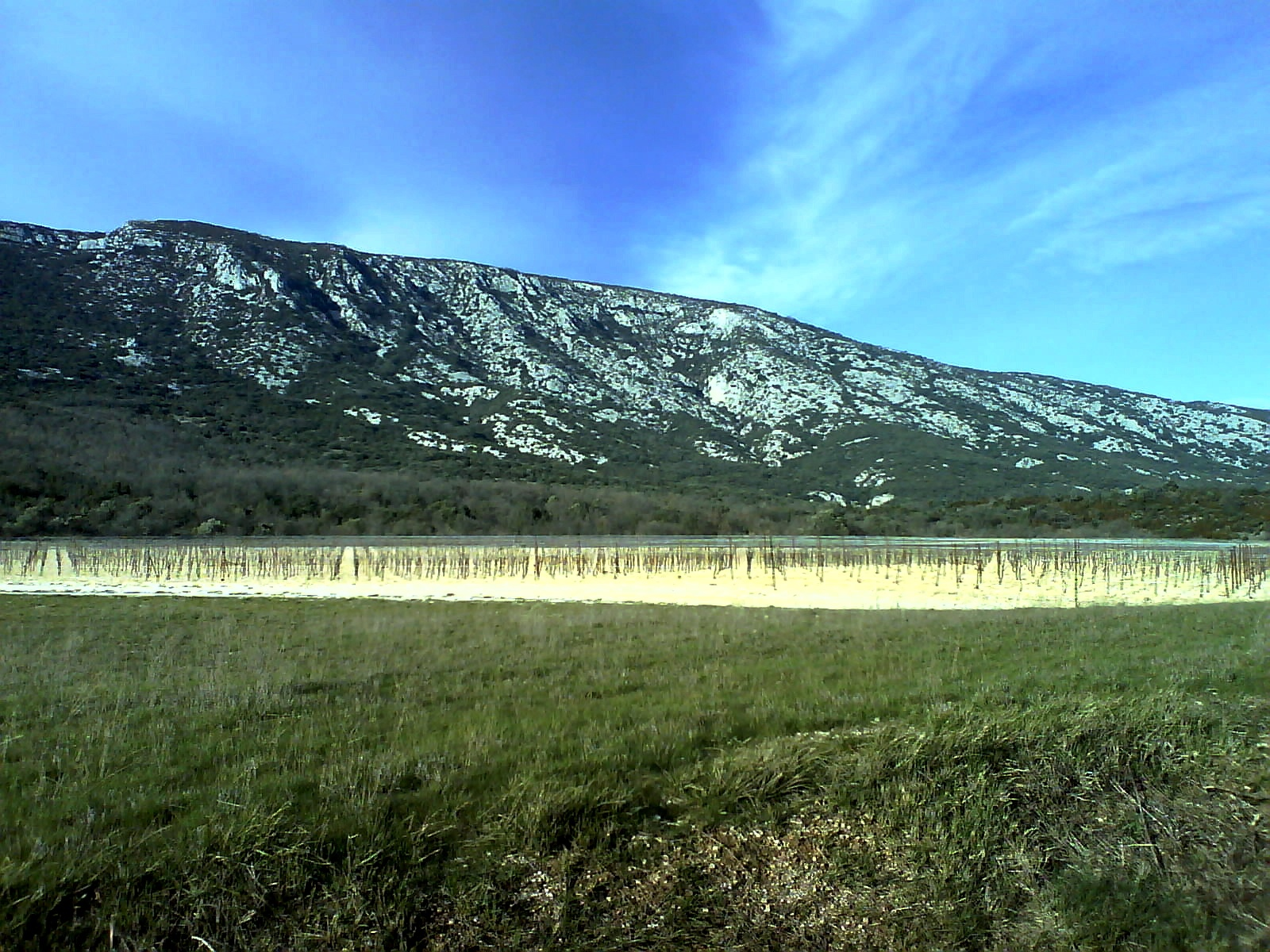
Le sommet du roc Blanc vu du versant sud entre Saint-Jean-de-Buèges et Saint-André-de-Buèges.

### Découpage morphologique

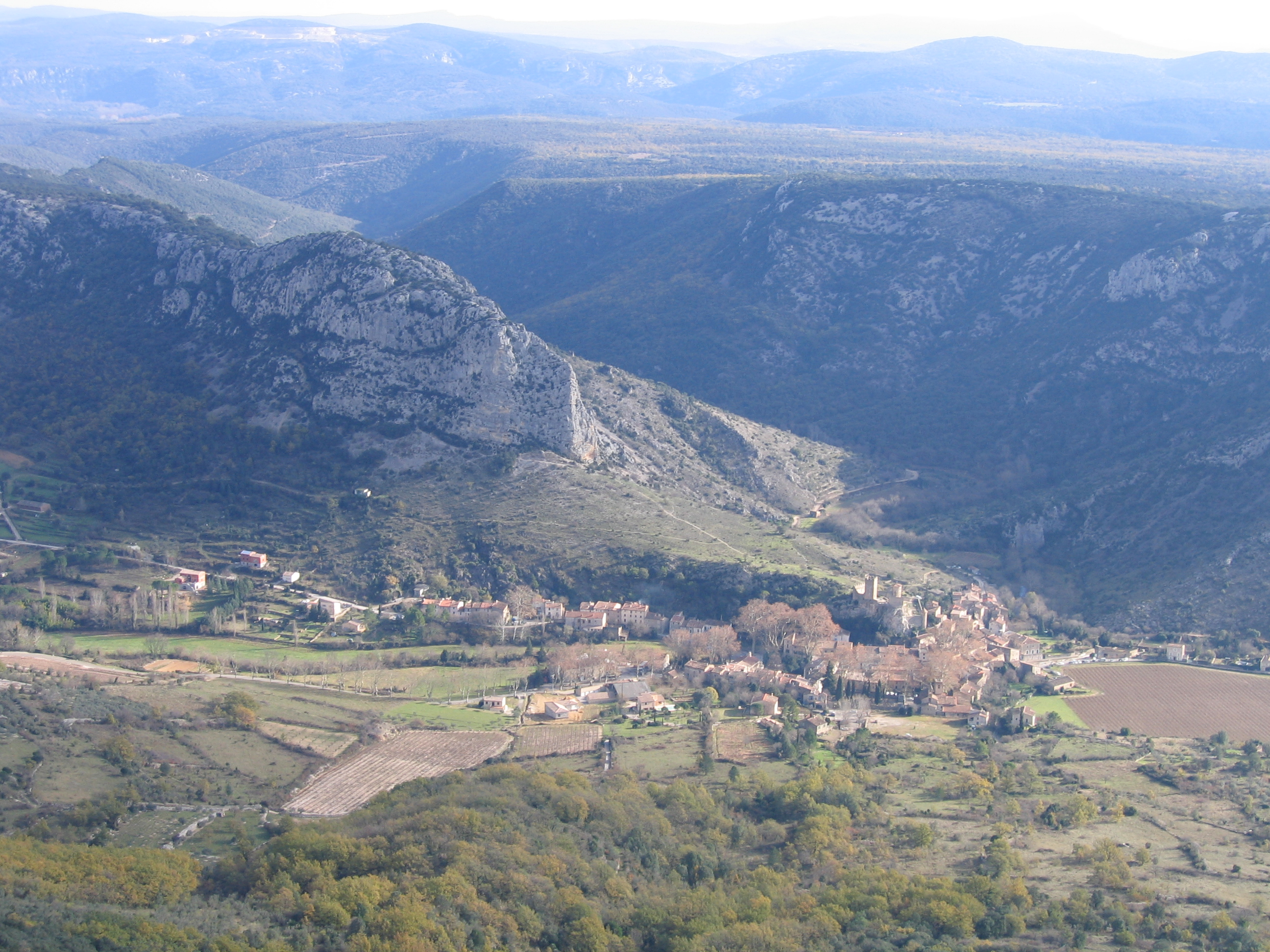
Saint-Jean-de-Buèges au pied de la Séranne.

Du nord-nord-est au sud-sud-ouest du massif, se distinguent six régions ou contextes naturels :    
- le bois de Montmal (secteur de Brissac) ;
- le massif du Roc-Blanc (secteur de Saint-André-de-Buèges) ;
- le massif Sauvie - roc du Midi (secteur de Saint-Jean-de-Buèges) ;
- le massif de la Sarpailléde - La Verrerie (secteur de Pégairolles-de-Buèges) ;
- les monts du Saint-Baudille (secteur d'Arboras - Les Lavagnes) ;
- les monts Vacquerois (Puech Agut).

#### Autres points remarquables
- Le cirque de la Séranne

### Géologie
La Séranne est constituée d'une roche calcaire vieille de 145 millions d'années, qui s'est formée sur une barrière corallienne. On y trouve en effet des fossiles de coraux vers le mont Saint-Baudille.
Le massif porte les marques de mouvements tectoniques, sous forme de failles inclinées bien visibles.

## Loisirs
De nombreux sentiers de randonnée sillonnent la Séranne. Le long des crêtes, la vue s'étend des salins d'Aigues Mortes aux étangs littoraux, au mont Aigoual et aux Grands Causses. Par temps très clair, on peut apercevoir le mont Ventoux, le Canigou et les Albères.
L’endroit convient à la pratique du parapente et du deltaplane.
Au sud-est du massif se trouvent les gorges de l'Hérault qui ont creusé la roche et dont le débouché, au niveau du pont du Diable constitue un site prisé de baignade. 
On y trouve également un grand nombre de cavités comme l'aven de Fouillac, une des plus grandes salles de France, située dans le Devès de Lesplech, sur la face nord de Peyre Martine.